# 大村湾連絡船
大村湾連絡船（おおむらわんれんらくせん）は、かつて長崎県の早岐駅と長与駅の間を結ぶために存在した鉄道連絡船。

## 経緯
九州鉄道によって鳥栖駅から長崎駅に至る現在の長崎本線が建設される際、当初は早岐駅を経由する今の佐世保線・大村線のルートで建設されることになった。その背景には、軍港と位置づけられた佐世保へのアクセスを図る面があったとされる。
計画に基づき、1897年の7月10日には鳥栖・早岐間が開業し、そのすぐ後の7月22日には長与・長崎間が開業した。このとき、暫定的な連絡機関として開設されたのが、この大村湾を横断する航路であった。
7月22日、九州鉄道が運輸を委託した長崎三行組によって運航が開始された。50 - 60人乗りの蒸気船10隻ほどを用いたといわれ、「そうけい丸」・「やよい丸」などの名が付けられていた。
当初、長崎側の起点は道ノ尾駅に近い時津港であったが、秋には長与駅近くの舟津港へ変更された。しかし駅から港までは3kmほどの距離があり、人力車が100台は往来したといわれている。なお、早岐側の港は早岐駅から徒歩数分程度の所にあった。
1898年11月27日、早岐 - 大村 - 長与間の全通により使命を終えた。